# Four Star Playhouse
Four Star Playhouse o Star performance es una serie de televisión estadounidense.

## Descripción
En sus inicios, no fue concebido como una serie propiamente dicha, sino que se trataba de esquets (piezas cortas) que la CBS emitía alternándola con el Amos 'N Andy show. Una semana ponía los esquetes y la otra el programa. Así se estuvo emitiendo durante la primera temporada de septiembre a junio de 1953.
Como no era una serie al uso, sus planteamientos era poco convencionales:
- Ninguna de las estrellas interpretaba a un personaje fijo, iban alternando los papeles, aunque pudieran repetir algún rol en varios episodios.
- Era inusual que coincidieran varías estrellas en un mismo capítulo.
- Dentro de un mismo capítulo las estrellas podían interpretar distintos personajes.
- Los capítulos se concebían como unidades independientes y podían ser planteados como una comedia o un drama, sin que ninguna de las líneas de género se impusiese.
- Las tramas podían ser ideas originales, estar basadas en hechos reales o ser adaptaciones de obras existentes.
- Como las historias no se ubicaban en una época concreta, sino que el marco temporal iba variando, la ambientación también variaba, desde lo que se llama de época, por ejemplo, principios del siglo XIX (biopic sobre Robert Louis Stevenson), hasta historias contemporáneas a la propia producción de la serie, los años 50 (infidielidades conyugales...etc).

Los principales actores, a los que se refiere el título eran: Charles Boyer, Joel McCrea, Dick Powell e Ida Lupino. Ida Lupino entró a formar parte del proyecto cuando, Rosalind Russell declinó la oferta).
Además, como estrellas invitadas figuran: Joan Fontaine, Merle Oberon, Natalie Wood, Teresa Wright, Joanne Woodward...
Entre los directores: los que más capítulos grabaron con diferencia fueron Roy Kellino (24 capítulos) y Robert Florey (20 capítulos). Tras ellos, el número de capítulos rodados por un mismo director no supera los tres. Destacar también la dirección de Robert Aldrich, en tres episodios, y de Blake Edwards, en dos.
También fue notable la participación de Blacke Edwards como guionista

## Galardones

### Premios
1. 1954 - Premio a la Dirección excepcional en televisión del Gremio de directores de América para Robert Florey y su asistente Bruce Fowler por el episodio The last Voyage.
2. 1955 - Premio a la Dirección excepcional en televisión del Gremio de directores de América para Roy Kellino y su asistente Jack Sonntag por el episodio The answer.

## Nominaciones
| Categoría                                                | Premiado          | Episodio       |
| 1955                                                     |                   |                |
| Mejor serie dramática                                    | CBS               |                |
| Mejor director                                           | Roy Kellino       | The answer.    |
| Mejor actor en interpretación puntual de serie dramática | David Niven       | The answer     |
| Mejor material dramático escrito.                        | Leonard Freeman   | The answer     |
| Mejor dirección artística                                | Duncan Cramer     | The answer     |
| Mejor montaje                                            | Samuel E. Beetley | The answer     |
| 1956                                                     |                   |                |
| Mejor Dirección Artística - serie fílmica                | Ducan Cramer      |                |
| Mejor Fotografía                                         | George E. Diskant | The collar     |
| Mejor montaje                                            | Samuel E. Beetley | The collar     |
| 1957                                                     |                   |                |
| Mejor actor de serie dramática                           | David Niven       |                |
| Mejor actor de serie dramática                           | Charles Boyer     |                |
| Mejor actriz de serie dramática                          | Ida Lupino        |                |
| Mejor Fotografía                                         | George E. Diskant | Tunnel of Fear |
| Mejor montaje                                            | Samuel E. Beetley | Tunnel of Fear |

## Lista de episodios

### Primera temporada (1-19)
19 episodios emitidos entre el 25 de septiembre de 1952 y el 18 de junio de 1953. Salía a antena cada quince días (semana si, semana no). 
1. My Wife Geraldine (25/9/1952). Reparto: Charles Boyer, Jim Hayward, Barbara Woodell...
2. Dante's Inferno (2/10/1952). Reparto: Dick Powell, Regis Toomey, Marvin Miller...
3. The Lost Silk Hat (23/10/1952). Reparto: Dick Powell, Jay Novello, Leo Britt... Director: Robert Florey. Guion: Milton Merlin y Ronald Colman. Historia: Lord Dunson.
4. Backstage (6/11/1952). Reparto: Charles Boyer , Marcia Henderson, Hillary Brooke...
5. Welcome Home (20/11/1952). Reparto: Dick Powell, Howard McNear, Claire Carleton...Director: Robert Florey. Guion: Blake Edwards.
6. The Island (4/12/1952). Reparto: David Niven, Robert Cabal, Walter Sande... Director: Robert Florey. Guion: John Bagni y Gwen Bagni.
7. The Officer and the Lady (18/12/1952). Reparto: Charles Boyer, Allen Jenkins, Louis Mercier... Director: George C. Jenkins. Guion: Leonard St. Clair.
8. Knockout (1/1/1953). Reparto: Lucille Barkley, Buddy Wright, Ron Hargrave...
9. Man on a Train (15/1/1953). Reparto: David Niven, Alan Napier, Rhys Williams... Director: Robert Florey. Guion: Gwen Bagni y John Bagni.
10. Trail's End. (29/1/1953). Reparto: Dick Powell, Richard Hale, Lee Van Cleef...Director: Robert Florey. Guion: Blake Edwards, Harold Shumate.
11. Sound Off, My Love (12/2/1953). Reparto: Dick Powell, Merle Oberon, Barbara Billingsley...
12. The Man in the Box (26/2/1953). Reparto: Charles Boyer , Todd Karnes, Isabel Randolph... Director: Robert Florey. Director: Robert Florey. Guion: John Bagni y Gwen Bagni.
13. Identity (12/3/1953) Reparto: Dick Powell, David Niven, Frances Rafferty... Director: Robert Florey.
14. The Man Who Walked Out On Himself (26/3/1953). Reparto: Dick Powell, Ronald Colman.
15. The Last Voyage (23/4/1953). Reparto: Charles Boyer, Walter Sande, Regis Toomey... Director: Robert Florey. Guion: Gwen Bagni, John Bagni. Por su trabajo en este episodio, Robert Florey y su asistente Bruce Fowler recibieron el premio a la Dirección excepcional en televisión del Gremio de directores de América.
16. Night Ride (7/5/1953) Reparto: David Niven , Rhys Williams, Christine Larson...
17. The Ladies On His Mind (21/5/1953). Reparto: Dick Powell, Elisabeth Fraser, Hillary Brooke... Director: Robert Florey. Guion: Milton Merlin
18. Mr. Bingham (4/6/1953). Reparto: David Niven...
19. Shadowed (18/6/1953). Reparto: Dick Powell , Harry Cheshire, Raymond Largay... Director: Robert Florey. Guion: Merwin Gerard, Seeleg Lester. Historia: Mary Synon.

### 2ª temporada. (Cap 20-43)
31 capítulos, emitidos entre el 24 de septiembre de 1953 y el 4 de abril de 1954. 
1. (20) Finale (24/9/1953). Reparto: David Niven, Lawrence Kyle, John Litel... Director: Roy Kellino. Guion: Merwin Gerard, Seeleg Lester.
2. (21) The Squeeze (1/10/1953). Reparto: Dick Powell, Herb Vigran, Dick Powell... Director: Robert Aldrich. Guion: Blake Edwards.
3. (22). A Place Of His Own (8/10/1953). Reparto: Nestor Paiva, Jeanette Nolan, Charles Boyer... Director: Robert Florey. Guion: John Bagni y Gwen Bagni.
4. (23). Love At Sea (15/10/1953). Reparto: Dick Powell, Merle Oberon, Stephen Bekassy...
5. (24). The Witness (22/10/1953). Reparto: Dick Powell, Marian Carr, Walter Sande... Director: Robert Aldrich. Guion: Merwin Gerard, Seeleg Lester.
6. (25). A Matter Of Advice (29/10/1953). Reparto: David Niven...
7. (26). Out of the Night (5/11/1953). Reparto: Dick Powell, Frank Gerstle, Frank Lovejoy...
8. (27). Moorings (12/11/1953). Reparto: Charles Boyer, Will Wright, Dorothy Malone... Director: Robert Florey. Guion: John Bagni y Gwen Bagni.
9. (28). The Hard Way (10/9/1953). Reparto: Dick Powell, Regis Toomey, Dick Powell... Director: Robert Aldrich. Guion: Blake Edwards.
10. (29). For Art's Sake (26/11/1953). Reparto: David Niven, William Forrest, Nancy Gates.
11. (30). The Girl On The Park Bench (3/12/1953). Reparto: Joan Fontaine, Thurston Hall, John Litel... Historia: D. D. Beauchamp
12. (31). The Room (10/12/1953). Reparto: Dick Powell, Jay Novello, Raymond Burr.
13. (32). A Man Of The World (17/12/1953). Reparto: Barbara Lawrence, David Niven
14. (33). The Gift (24/12/1953). Reparto: Gene Hardy, Charles Boyer, Maureen O'Sullivan... Director: Robert Aldridge. Guion: John Bagni y Gwen Bagni. Historia: Amory Hare.
15. (34). House For Sale (31/12/1953). Reparto: Ida Lupino, Howard Negley, Joseph Crehan... Director: Jules Bricken. Guion: John Bagni y Gwen Bagni.
16. (35). The Test (7/1/1954). Reparto: Dick Powell, Frances Rafferty.
17. (36). The Bad Streak (14/1/1954). Reparto: Charles Boyer, Robert Arthur, Virginia Grey.
18. (37). A String of Beads (21/1/1954). Reparto: Dick Powell, Nigel Bruce, Angela Lansbury... Director: William Cameron Menzies. Guion: Don Ettlinger. Historia: Somerset Maugham.
19. (38). Indian Taker (28/1/1954). Reparto: Herb Vigran, Ida Lupino, John Daheim... Director: Blake Edwards. Guion: Blake Edwards. Historia: Thomas W. Phipps.
20. (39). Second Dawn (4/2/1954). Reparto: Charles Boyer, Edwin Jerome, Dorothy Hart...
21. (40). The Gun (11/2/1954). Reparto: Dick Powell, Sam Flint, Frank Scannell... Director: Frank McDonald. Guion: Frederick Brady.
22. (41). The Bomb (18/2/1954). Reparto: David Niven, Margaret Sheridan, Margaret Sullavan...
23. (42). Meet McGraw: Long Count (25/2/1954). Reparto: Dick Powell, Frank Lovejoy, Audrey Totter...
24. (43). Detective's Holiday (4/3/1954). Reparto: Dick Powell, Barney Phillips, Ralph Moody. Director: Blake Edwards... Guion: Frederick Brady. Historia: Octavus Roy Cohen...
25. (44). Operation In Money (11/3/1954). Reparto: David Niven, Marjorie Lord... Director: Richard Kinon.
26. (45). Lady of the Orchids (18/3/1954). Reparto: John Howard, Virginia Christine, Phyllis Stanley... Director: Roy Kellino. Guion: Thelma Robinson. Historia: Ty Cobb, Jackson Hill.
27. (46). The Book (1/4/1954). Reparto: David Niven, Marguerite Chapman, Claire du Bry...
28. (47). A Study In Panic (8/4/1954). Reparto: Dick Powell, George Eldridge, Claire Carleton... Guion: Larry Marcus.
29. (48). Masquerade (15/4/1954) Reparto: Ida Lupino, Carleton Young, John Bryant... Director: Roy Kellino.
30. (49). Village In The City (22/4/1954). Reparto: David Niven, Royal Thurston, Leslie Lorraine... Director: Frank McDonald.
31. (50). The Doctor And The Countess (29/4/1954). Reparto: Charles Boyer, Paula Raymond, Carleton Young... Director: Roy Kellino.

### Tercera temporada (Cap. 51-87)
34 episodios emitidos entre el 30 de septiembre de 1954 y el 23 de junio de 1955
1. (51). Man in the Cellar(30/9/1954). Reparto: John Doucette, Donald Murphy, Aline Towne...
2. (52). Never Explain (7/10/1954). Reparto: David Niven, Barbara Lawrence, Chris Olsen...
3. (53). Interlude (14/10/1954). Reparto: Dick Powell, Joanne Woodward, Jonathan Hole... Director: Roy Kellino. Guion: Frederick J. Lipp.
4. (54). The Wallet (21/10/1954). Reparto: Dick Powell, Charles Boyer, Nestor Paiva... Director: Robert Florey. Guion: Larry Marcus, Paul Elbogen. Historia: Anthony Coldeway.
5. (55). The Adolescent (28/10/1954). Reparto: Dick Powell, Hugh Beaumont, Ida Lupino...
6. (56). Interlude (4/11/1954). Reparto: Dick Powell, Marguerite Chapman...
7. (57). Vote Of Confidence (11/11/1954). Reparto: David Niven, Isa Ashdown, Patricia Fowler... Director: William Asher. Guion: James Neal Harvey
8. (58). My Own Dear Dragon (18/11/1954). Reparto: Charles Boyer, Mitchell Kowal, Vera Miles... Director: Robert Florey. Guion: Clock Dailey
9. (59). Marked Down (25/11/1954). Reparto: Ida Lupino, Hal March... Director: Roy Kellino.
10. (60). Meet A Lonely Man (2/12/1954). Reparto: David Niven, Martha Hyer...
11. (61). Bourbon Street (9/12/1954). Reparto: Dick Powell, Beverly Garland, Edward Platt... Director: Roy Kellino. Guion: Dick Carr.
12. (62). A Championship Affair (16/12/1954). Reparto: Dick Powell, Richard Hale, Charles Boyer, Vera Miles... Director: Robert Florey. Guion: Eugene Vale
13. (63). The Answer (23/12/1954). Reparto: David Niven, Anthony Caruso, Nestor Paiva... Guion: Leonard Freeman. Director: Roy Kellino. Por este episodio, Roy Kellino consiguió el Premio a la Dirección excepcional en televisión del Gremio de directores de América. (Premio que compartió con su asistente Jack Sonntag). Además, por este trabajo también estuvo nomindado a los Emmy. El capítulo recibió cuatro nominaciones más en distintas categoría y la serie fue nominada como mejor serie dramática. En total seis candidaturas, pero ninguna cristalizó.
14. (64). Go Ahead And Jump (30/12/1954). Reparto: Dick Powell, Robert Bice, Bill Johnstone... Director: Roy Kellino. Guion: Dick Carr. Historia: Charles Einstein.
15. (65). A Bag Of Oranges (6/1/1955). Reparto: Ida Lupino, Ray Walker, Walter Coy.
16. (66). Stuffed Shirt (11/1/1955). Reparto: Dick Powell, Charles Boyer, Christopher Dark... Director: Robert Florey
17. (67). Breakfast in Bed (20/1/1955). Reparto: Dick Powell David Niven, Gloria Talbott... Director: Roy Kellino.
18. (68). The Good Sister (27/1/1955). Reparto: Dick Powell, Teresa Wright, Norbert Schiller, Chuck Connors...
19. (69). A Kiss for Mr. Lincoln (3/2/1955). Reparto: Dick Powell, Robert O. Cornthwaite, Kristine Miller... Historia: Louise Kennedy Mabie
20. (70). Fair Trial (10/2/1955). Reparto: Dick Powell, Frank Ferguson, Ray Walker...
21. (71). The Wild Bunch (17/2/1955). Reparto: Charles Boyer, Barbara Stuart, Natalie Wood... Director: William A. Seiter. Guion: Frederic Brady
22. (72). Tusitala (24/2/1955). Reparto: David Niven, John Lupton, Gertrude Michael... Director: Roy Kellino. Guion: Arthur Weiss. Historia: Rose Simon Kohn
23. (73). The Returning (3/3/1955). Reparto: Dick Powell, Christopher Dark, Joan Elan). Director: Roy Kellino. Guion: Frederick J. Lipp.
24. (74). Eddie's Place (10/3/1955). Reparto: Ida Lupino... Director: Roy Kellino.
25. (75). Henry And The Psychopathic Horse (17/3/1955). Reparto: Hal Baylor, Barbara Lawrence, Eddy Waller... Director: Roy Kellino. Guion: Robert L. Hecker
26. (76). Nightmare At Lark Cottage (24/3/1955). Reparto: Mimi Gibson, John Doucette, Beverly Garland... Director: Robert Florey. Guion: Frederick Brady. Historia: John Bingham
27. (77). The Girl On The Bridge (31/3/1955). Reparto: Coleen Gray, Lawrence Dobkin, Celia Lovsky...
28. (78). The Collar (7/4/1955) Reparto: Richard Hale, Abraham Sofaer, William Boyett... Director: Roy Kellino. Guion: Frederick J. Lipp. Este capítulo recibió varias nominaciones a los premios Emmy.
29. (79). Madeira, Madeira (14/4/1955). Reparto: Dick Powell, Charles Boyer, Angela Lansbury, David Niven... Director: Roy Kellino. Guion: Leroy H. Zehren
30. (80). With All My Heart (21/4/1955). Reparto: Ida Lupino, Walter Coy... Director: Roy Kellino.
31. (81). The House Always Wins (28/4/1955). Reparto: Dick Powell, Alan Mowbray, Herb Vigran... Director: Roy Kellino. Guion: Richard Carr.
32. (82). Uncle Fred Flits By (5/5/1955). Reparto: David Niven , Jennifer Raines, Alex Frazer... Guion: P.G. Wodehouse
33. (83). Alias Mr. Hepp (12/5/1955). Reparto: Charles Boyer, Alan Mowbray, Barbara Fuller, Morris Ankrum... Director: Roy Kellino. Guion: László Görög.
34. (84). Trudy (26/5/1955). Reparto: Dick Powell, Hans Conried, Joan Fontaine... Director: Roy Kellino. Guion: Kenneth Higgins.
35. (85). Boken Journey (2/6/1955). Reparto: David Niven, Don Haggerty, Emory Parnell... Guion: Stanley Niss.
36. (86). The Executioner (9/6/1955). Reparto: Charles Boyer, Christopher Dark, Richard Hale...Director: Robert Florey. Guion: László Görög. Historia: Thomas Flanagan
37. (87). The Frightened Woman (23/6/1955). Reparto: Merle Oberon, Hugh Beaumont, Craig Stevens... Director: James Neilson. Guion: Joseph Grushkin.

### 4ª Temporada (89-129)
41 episodios emitidos entre el 6 de noviembre de 1955 y 26 de julio de 1956. 
1. (89). The Firing Squad (6/10/1955). Reparto: Dick Powell, David Niven, John Dehner...
2. (90). The Face of Danger (13/10/1955). Reparto: Ida Lupino, Dick Foran, Vic Reaf... Guion: Richard Carr.
3. (91). Let the Chips Fall (20/10/1955). Reparto: Charles Boyer, Paul Langton... Historia:Octavus Roy Cohen
4. (92). Full Circle (27/10/1955). Reparto: David Niven, Joanne Woodward, Alvin Greenman. Guion: Herman J. Epstein
5. (93). A Spray of Bullets (3/11/1955). Reparto: Dick Powell, Jean Howell. Raymond Hatton... Guion: Richard Carr
6. (94). The Devil to Pay (10/11/1955). Reparto: Charles Boyer, Joi Lansing, Mary Field. Guion: Mark Taylor...
7. (95). Here Comes the Suit (17/11/1955). Reparto: Dick Powell, David Niven, Kristine Miller...
8. (96). House (24/11/1955). Reparto: Ida Lupino, Arthur Franz, Frances Robinson...
9. (97). The Thin Red Line (1/12/1955). Reparto: Herb Vigran, David Niven, Dick Paxton... Director: Roy Kellino. Guion: Frederick Brady.
10. (98). A Place Full of Strangers (8/12/1955). Reparto: Dick Powell, Edward Earle, Dina Merrill... Director: Roy Kellino. Guion: Willard Wiener
11. (99). One Way Out (15/12/1955). Reparto: Ida Lupino, Frances Robinson, Scott Forbes... Director: Roy Kellino. Guion: Dick Carr, Joyce Selznick.
12. (100). Dark Meeting (1/5/1956). Reparto: Ida Lupino, Warren Stevens... Guion: Robert Eggenweiler
13. (101). Magic Night (12/1/1956). Guion: László Görög
14. (102). Tunnel of Fear. Reparto: David Niven, Cedric Hardwicke, Walter Kingsford... Este capítulo optó a dos Emmys: Mejor fotografía ( George E. Diskant) y Mejor montaje (Samuel E. Beetley). En esa misma edición, tres de las estrellas optaban al Emmy como mejor actor en serie dramática (David Niven, Charles Boyer e Ida Lupino). No se consiguió ninguno de los premios.
15. (103). High Stakes (26/1/1956). Reparto: Dick Powell, Frances Bergen, William Powell. Guion: Richard Carr. Historia: Roland Winters.
16. (104). The Listener (2/2/1956). Reparto: Ida Lupino, Don Rickles, Richard Lupino. Guion: Frank L. Moss. Historia: Cornell Woolrich...
17. (105). Safe Keeping (9/2/1956) Reparto: Dick Powell, David Niven, Norbert Schiller... Guion: George Fass, Gertrude Fass
18. (106). No Limit (16/2/1956). Reparto: Dick Powell, Dick Powell, Lola Albright... Guion: Richard Carr.
19. (107). Command (26/2/1956). Reparto: Dick Powell, Charles Boyer, Peter Reynolds... Historia: Roland Winters.
20. (108). Once to Every Woman (1/3/1956). Reparto: Teresa Wright, Arthur Franz, Phyllis Coates... Guion: Leo Trelzger
21. (109). Red Wine (8/3/1956). Reparto: Dick Powell, David Niven , Stuart Whitman...
22. (110). To Die at Midnight (15/3/1956). Reparto: Dick Powell, Stacy Harris... Guion: Michael Fessier
23. (111). Desert Encounter (22/3/1956). Reparto: Charles Boyer, Stuart Whitman, Angela Greene... Director: Roy Kellino. Guion: Marc Brandel...
24. (112). The Case of Emily Cameron (29/3/1956). Reparto: Ida Lupino, Scott Forbes...
25. (113). The Rites of Spring (5/4/1956). Reparto: David Niven, Barbara Lawrence... Guion: Elick Moll.
26. (114). Autumn Carousel (12/4/1956). Reparto: Dick Powell, Beverly Washburn...
27. (115). Wall of Bamboo (19/4/1956). Reparto: Dick Powell Charles Boyer, Richard Loo... Guion: Walter C. Brown.
28. (116). Touch and Go (26/4/1956). Reparto: David Niven, Beverly Garland, Berry Kroeger... Director: Robert Florey. Guion: Harold Swanton
29. (117). A Long Way From Texas (3/5/1956). Reparto: Dick Powell, Regis Toomey, Alan Mowbray...
30. (118). That Woman (10/5/1956). Reparto: Ida Lupino, Frank Scannell...
31. (119). The Other Room ( 17/5/1956). Reparto: Charles Boyer... Guion: Marc Brandel
32. (120). One Forty-Two (24/5/1956). Reparto: Dick Powell, Akim Tamiroff
33. (121). Beneath the Surface (31/5/1956). Reparto: Ida Lupino, Christopher Dark, Craig Stevens. Guion: Elliott West
34. (122). Watch the Sunset (7/6/1956). Reparto: Dick Powell, Joanne Woodward, Marine Cooper... Director: Richard Kinon
35. (123). Second Chance (14/6/1956). Reparto: David Niven, Beverly Garland
36. (124). Woman Afraid (21/6/1956). Reparto: Ida Lupino, Madge Blake, James Seay. Guion: James Bloodworth
37. (125). The Stacked Deck (28/6/1956) Reparto: Dick Powell, Regis Toomey, Dick Powell...
38. (126). Distinguished Service (5/7/1956). Reparto: Charles Boyer, Dorothy Green.
39. (127). Yellowbelly (12/7/1956). Reparto: Frank Lovejoy...
40. (128). The Stand-In (19/7/1956). Reparto: Ida Lupino, Herb Vigran, John Harding... Director: Richard Kinon. Guion: Frederick Brady. Historia: Ida Lupino
41. (129). Success Story (26/7/1956). Reparto: Dick Powell, Peggie Castle, Robert Burton

## Enlaces de interés
- Four Star Playhouse en Internet Movie Database (en inglés).
- http://www.tv.com/four-star-playhouse/show/4751/summary.html?q=Four+star+playhouse Archivado el 30 de septiembre de 2007 en Wayback Machine.

- Datos: Q3749141
- Multimedia: Four Star Playhouse / Q3749141